# Шелби (округ, Миссури)
Округ Шелби (англ. Shelby County) — округ штата Миссури, США. Население округа на 2009 год составляло 6325 человек. Административный центр округа — город Шелбивилл.

## История
Округ Шелби основан в 1835 году.

## География
Округ занимает площадь 1297.6 км2.

## Демография
Согласно оценке Бюро переписи населения США, в округе Шелби в 2009 году проживало 6325 человек. Плотность населения составляла 5.3 человек на квадратный километр.